# Pliciloricidae
Famille
Les Pliciloricidae sont une famille de loricifères.

## Liste des genres
Selon World Register of Marine Species (23 décembre 2020) :
- Pliciloricus Higgins & Kristensen, 1986
- Rugiloricus Higgins & Kristensen, 1986
- Titaniloricus Gad, 2005

et décrit depuis :
- Wataloricus Fujimoto, Yamasaki, Kimura, Ohtsuka & Kristensen, 2020

## Publication originale
- Higgins & Kristensen, 1986 : New Loricifera from southeastern United States coastal waters. Smithsonian Contributions to Zoology, no 438, p. 1-70 (texte intégral).